# Skin (Panic Room)
Skin is het derde studioalbum van de muziekgroep Panic Room. Gedurende de aanloop naar het album veranderde de personele bezetting. Het album is opgenomen in de Sonic One geluidsstudio in Wales en heeft een donkere klank. 

## Musici
- Anne-Marie Helder – zang, gitaar
- Jonathan Edwards – toetsinstrumenten, gitaar
- Paul Davies – gitaar
- Gavin Griffiths – slagwerk, percussie
- Yatim Halimi – basgitaar, (nieuw lid, speelde eerder in Toto)

Met
- Larkin strijkkwartet: Dave Larkin, Henry Salmon (viool), Allan Grant (altviool), Leah Evans (cello),
- Tim Hamill – gitaar op Tightrope walking

## Muziek
| Nr. | Titel                                      | Duur |
| --- | ------------------------------------------ | ---- |
| 1.  | Song for tomorrow (Edwards, Helder)        | 6:16 |
| 2.  | Chameleon (Edwards, Helder)                | 6:52 |
| 3.  | Screens (Edwards, Helder)                  | 4:43 |
| 4.  | Chances (Helder)                           | 5:54 |
| 5.  | Tightrope walking (Edwards, Helder)        | 7:09 |
| 6.  | Promises (Davies, Edwards, Helder)         | 5:24 |
| 7.  | Velvet and stars (Edwards, Helder)         | 3:15 |
| 8.  | Freefalling (Edwards, Helder)              | 6:12 |
| 9.  | Skin (Edwards, Helder)                     | 5:19 |
| 10. | Hiding the world (Davies, Edwards, Helder) | 5:19 |
| 11. | Nocturnal (Edwards, Helder)                | 7:47 |